# Santo Guerreiro: Roma Invicta
Santo Guerreiro: Roma Invicta é o primeiro livro da trilogia Santo Guerreiro escrito pelo brasileiro Eduardo Spohr. A trama se propõe a contar a biografia de um dos principais santos do Catolicismo, São Jorge, pelo prisma histórico. Trata-se de uma obra de ficção, que não pretende desafiar doutrinas ou dogmas, mas lançar luz sobre esse personagem que, seja real ou simbólico, é admirado por milhares de fiéis em todo o planeta.
Foi publicado em novembro de 2020 pela editora Verus e será sucedido por "Ventos do Norte" e "Império do Leste".

## Sinopse
No fim do terceiro século, o Império Romano estava à beira do colapso. Invasões bárbaras, confrontos religiosos e insurreições militares ameaçavam a soberania dos césares. No Leste, a poderosa rainha Zenóbia reuniu uma tropa de guerreiros montados e assumiu o controle da Síria. Caráusio, o almirante da frota romana no Canal da Mancha, ocupou as províncias do Oeste e se autoproclamou imperador da Britânia. Em meio à desordem e ao caos, Laios Graco, alto oficial da cavalaria, é morto e suas terras, roubadas. Seu filho, o jovem Georgios, foge para a capital com o objetivo de se apresentar ao imperador Diocleciano, antigo companheiro de seu pai, na esperança de ser aceito no exército, tornar-se soldado, recuperar suas posses e vingar a família.
Santo Guerreiro conta a versão mais fidedigna da vida de São Jorge já escrita. Com base em documentos históricos e vestígios arqueológicos, o autor nos transporta de volta à Antiguidade tardia, a um tempo em que o aço, o amor e a intriga governavam o destino dos homens — e, por conseguinte, os rumos da história.